# (4185) Физтех
4185 Физтех (1975 ED) — астероид главного пояса, открытый 4 марта 1975 года Т. М. Смирновой в Крымской астрофизической обсерватории. Назван в честь Московского Физико-Технического Института (МФТИ). Название было предложено Институтом Теоретической Астрономии в Санкт-Петербурге в честь 50-летия МФТИ в 1996 году.
В перигелии астероид подходит к Солнцу на 2,00 а. е., в афелии удаляется на 2,435 а. е. Блеск во время противостояний меняется от 14,9 до 16,1 звёздной величины. В 2013 году проходит противостояние 26 ноября в созвездии Тельца между Плеядами и Гиадами вблизи афелия своей орбиты (расстояние от Земли 1,436 а. е.). В мае 2015 года (4185) Физтех подойдет к Земле на расстояние в 0,994 а. е., близкое к минимально возможному (0,989 а. е.) и достигнет максимального блеска 14,9 звёздной величины, находясь в созвездии Весов.
После открытия астероида его более ранние изображения были найдены задним числом на снимках Паломарского обзора неба, полученных 1 октября 1951 года и 22 декабря 1954 года.